# 瓶形马蹄蛛
瓶形马蹄蛛（学名：Pritha ampulla）为管网蛛科马蹄蛛属的动物。在中国大陆，分布于云南等地。该物种的模式产地在云南。